# Brian Boddicker
Brian Boddicker, né le 8 juin 1981 à Sioux City (États-Unis), est un joueur de basket-ball professionnel américain. Il évolue au poste d'ailier fort.

## Biographie
Boddicker fait ses études au lycée de Duncanville avant de jouer pour l'équipe universitaire de Longhorns du Texas de l'université du Texas entre 2000 et 2004.
De 2008 à 2010, il évolue à Chalon-sur-Saône avant de jouer en Turquie sous les couleurs du Selçuk Üniversitesi.
En 2011, il retourne en France et s'engage avec Le Havre. 
Blessé en janvier 2014, Nick Minnerath est recruté par Le Havre pour le remplacer jusqu'à son retour.

## Clubs
- 2004-2005 :  Galatasaray (1er division)
- 2005-2006 :  EnBW Ludwigsburg (Basketball-Bundesliga)
- 2006-2007 :  Konya (1er division)
- 2007-2008 :  Valladolid (Liga ACB)
- 2008-2010 :  Chalon-sur-Saône (Pro A)
- 2010-2011 :  Selçuk Üniversitesi
- 2011-2012 :  Le Havre (Pro A)
- 2012-2013 :  Pau-Orthez (Pro B)
- 2013-2014 :  Le Havre (Pro A)

## Palmarès, distinctions, sélection
- Participation au Final Four NCAA en 2003
- Participation au All-Star Game turc en 2005 et 2007
- Sélection en équipe américaine des -21 ans.